# Freak Orlando
Freak Orlando ist ein Spielfilm von Ulrike Ottinger aus dem Jahre 1981.

## Handlung
Der an den 1928 erschienenen Roman Orlando. Die Geschichte eines Lebens von Virginia Woolf angelehnte Film gliedert sich in fünf Akte, in denen die Hauptfigur Orlando, mit verschiedenen Geschlechtern und ohne selbst kaum zu altern verschiedene Epochen von der Barockzeit bis zur Gegenwart durchlebt.
Im ersten Akt ist Orlando ein adeliger Mann um die zwanzig am Hofe des englischen Königs Jakob I. (England) (1566–1625), im zweiten ein Gesandter in Konstantinopel im Auftrag des Königs Jakob II. (England) (1633–1701), im dritten kehrt Orlando als Frau ins England des 18. Jahrhunderts zurück und heiratet dort im 19. Jahrhundert einen Seeoffizier. Im 20. Jahrhundert führt die nun um die vierzig Jahre alte Orlando ähnlich Woolf ein Leben als emanzipierte Intellektuelle und Dichterin.
Der Film endet mit einem „Festival der Hässlichen“, auf welchem vor einer Jury und begleitet von vier tanzenden Playboy-„Bunnys“ etwa Lahme tanzen und Kleinwüchsige Grimassen schneiden. Zum Sieger wird hingegen schließlich ein bürgerlich wirkender Pharmavertreter gekürt.

## Aufführungen
Der Film wurde am 1. November 1981 auf den 15. Hofer Filmtagen uraufgeführt. Zum Filmstart fand vom 13. bis 27. November 1981 eine Ausstellung „Freak Orlando. Eine künstlerische Gesamtkonzeption“ in der Berliner DAAD-Galerie statt. In der Folgezeit wurde er auch auf einer Reihe anderer internationaler Filmfestivals gezeigt.

## Rezeption
Das Lexikon des Fantasy Films kritisierte den Film als „Schaumschlägerei“.
Für den Film erhielt Ottinger 1983 den 2. Preis des Publikums beim Filmfestival von Sceaux.
Der Film ist nach Alice Kuzniars Einschätzung ein wichtiges Beispiel für die Darstellung ansonsten „nicht lesbarer Körper“ im queeren deutschen Film. Ottinger verleihe den „außerhalb der Gesellschaft Lebenden […] symbolische Legitimität“.

### Filmbücher
- Ulrike Ottinger: Freak Orlando. Kleines Welttheater in fünf Episoden. Medusa, 1981, ISBN 3-88602-301-X.
- Deutscher Akademischer Austauschdienst (Hrsg.): Freak Orlando. Eine Irrtümer, Inkompetenz, Machthunger, Angst, Wahnsinn, Grausamkeit und Alltag umfassende 'Histoire du monde' am Beispiel der Freaks von den Anfängen bis heute als Kleines Welttheater in fünf Episoden. Ausstellungskatalog mit einem Beitrag von Hanne Bergius, Berliner Künstlerprogramm (DAAD), 1981.

### Sekundärliteratur
- Laurence A. Rickels: Ulrike Ottinger. The autobiography of art cinema. Kapitel 4: Hit and Miss. University of Minnesota Press, 2008, ISBN 0-8166-5331-3, Seite 65–89.